# Neobisium strausaki
Espèce
Neobisium strausaki est une espèce de pseudoscorpions de la famille des Neobisiidae.

## Distribution
Cette espèce se rencontre en Suisse dans le canton de Neuchâtel aux Planchettes dans la grotte de Moron Ouest et en France dans la Drôme à Échevis dans la grotte de Kiape.

## Description
La femelle holotype mesure 4,3 mm

## Étymologie
Cette espèce est nommée en l'honneur d'A. Strausak.

## Publication originale
- Vachon, 1976 : Quelques remarques sur les pseudoscorpions (arachnides) cavernicoles de la Suisse à propos de la description de deux espèces nouvelles: Neobisium (N.) aelleni et Neobisium (N.) strausaki. Revue Suisse de Zoologie, vol. 83, no 1, p. 243-253 (texte intégral).